# Alejandro González (football, 1915)
Pour les articles homonymes, voir Alejandro González, González et Ramírez.
Alejandro González Ramírez, né le 17 mars 1915 dans le district de Paramonga au Pérou et mort le 5 juillet 1953, est un footballeur international péruvien qui évoluait au poste de milieu de terrain.

## Biographie

### Carrière en club
Surnommé Patrullero (« le patrouilleur »), Alejandro González fait ses débuts au Sport Paramonga de sa ville natale en 1934. En 1939, il s'engage au Sporting Tabaco et c'est au sein de ce club qu'il se stablise comme milieu relayeur. Après une pige au Sucre FC en 1941, il s'engage avec l'Alfonso Ugarte de Chiclín où il évolue entre 1942 et 1943.
Sa carrière connaît un tournant lorsqu'il signe à l'Alianza Lima en 1944. D'abord remplaçant de Gerardo Arce, il s'impose au milieu de terrain au point que l'entraîneur Adelfo Magallanes l'inclut dans le 11 de départ de l'équipe après une tournée de l'Alianza au Chili. Il remporte son seul championnat du Pérou en 1948. 
Dans les années 1950, il s'expatrie en Colombie, à l'América de Cali, équipe qui comptait plusieurs joueurs péruviens dans ses rangs. Mais l'América ne satisfait pas les attentes en terminant seulement à la 10e place lors du championnat 1950, à 15 points du champion Once Caldas. Il rentre au Pérou l'année suivante.
Revenu à l'Alianza Lima en 1951, il dirige le club comme entraîneur-joueur. En 1952, il part au Juan Aurich. Entraîneur-joueur de son nouveau club, il trouve la mort le 5 juillet 1953 dans un accident de la route avec 21 autres personnes.
En guise d'hommage, le stade de Paramonga porte son nom.

### Carrière en sélection
International péruvien, Alejandro González reçoit 14 sélections (aucun but marqué) entre 1941 et 1949. Il prend part aux championnats sud-américains de 1941 (un match), 1947 (six matchs) et 1949 (sept matchs).

## Palmarès(joueur)
| Alianza Lima - Championnat du Pérou (1) : - Champion : 1948. |  | Pérou - Championnat sud-américain : - Troisième : 1949. |